# Акт о клятвенном отречении
Акт о клятвенном отречении (нидерл. Plakkaat van Verlatinghe) — юридический документ, провозгласивший, что король Филипп II Испанский не исполнил своего священного долга перед нидерландскими провинциями и поэтому более не является законным монархом на их территории. Был подписан в одностороннем порядке и закрепил выход из-под сюзеренитета Испанской империи Северных Нидерландов и объединение их в Республику Соединённых провинций.
Существует гипотеза, что при написании Декларации независимости США Томас Джефферсон взял за основу нидерландский «Акт о клятвенном отречении».

## История
Прежде чем оказаться под контролем Испании, Нидерландские провинции были объединены под властью герцогов Бургундских, а затем Карла V. При нём эти территории были введены в состав Германской империи и пользовались привилегиями, которые были дарованы со времён нахождения под юрисдикцией Бургундии. После смерти Филиппа I его сын Карл V не только получил наследственные владения дома Габсбургов в Австрии, но и признание власти от Арагона и Кастилии. В 1556 году во время торжественной церемонии в Брюсселе Карл V отрёкся от власти в пользу своего сына — Филиппа II. Таким образом Нидерланды стали частью владений испанской ветви Габсбургского дома. 
Налогообложение, религиозные гонения, централизация власти привели к тому, что в Нидерландах началась первая в мире буржуазная революция. С переменным успехом ополчение Семнадцати провинций при поддержке Османской империи, Англии, Франции вело борьбу против испанских войск. Две унии — Аррасская и Утрехтская разделили Нидерланды на две части: южная осталась под протекторатом короля Испании, северная объявила о своей независимости. После этого последовал поиск со стороны Генеральных Штатов союзника, который был взял на себя роль защитника новообразованной республики. Выбор пал на брата французского короля, герцога Анжуйского Эркюля Франсуа (Франциска) де Валуа (поскольку королева Англии Елизавета I не была готова принять на себя эту ответственность). В 1581 году был опубликован Акт о клятвенном отречении, который провозгласил, что король Испании не исполнял своих обязанностей данных перед Нидерландами и поэтому больше не считается законным королём на их территории.

### Создание документа
За непомерное налогообложение, физическую расправу над протестантами и любыми иными верованиями, кроме католического, Филипп II был объявлен предателем и тем, кто не выполнил обещаний перед страной. Ввиду этого Генеральные Штаты в 1581 году провозгласили, что место протектора страны вакантно и начинается рассмотрение кандидатов. Специализированный Комитет из четырёх членов: Andries Hessels (секретарь герцогства Брабант), Jacques Tayaert (юридический представитель г. Гент), Jacob Valcke (юридический представитель г. Гус), Pieter van Dieven (юридический представитель г. Мехелен) разработали основы документа, который впоследствии стал Актом о клятвенном отречении. Этот документ запрещал использование имени и печати Филиппа II во всех юридических документах, а также чеканку его имени на монетах или оружии. Власть в провинциях передавалась собранию магистратов. Этот документ освобождал всех судей от клятвы верности королю Испании и требовал её принесения  Генеральным Штатам. Признали акт следующие провинции:

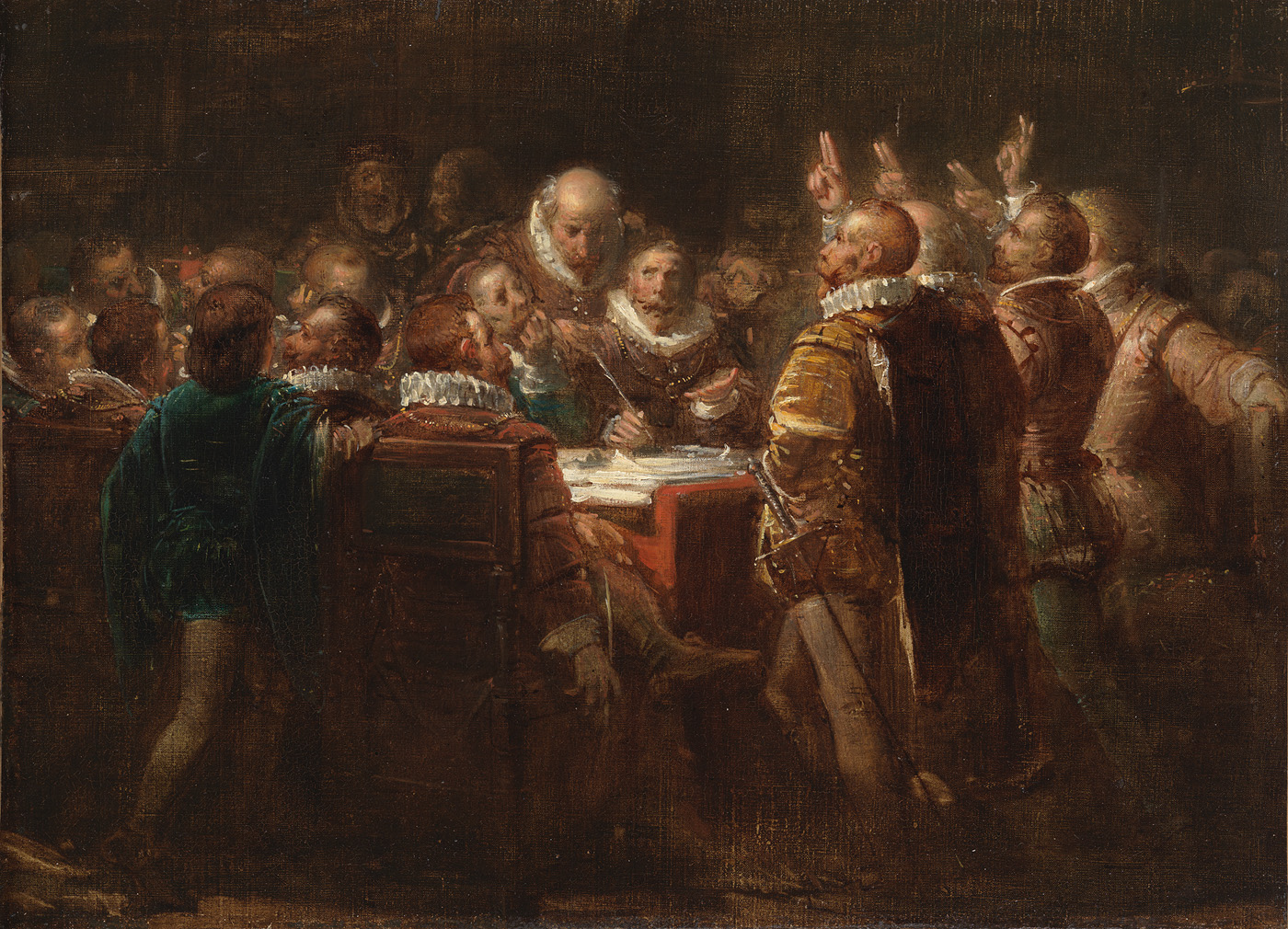
Подписание Акта о клятвенном отречении на картине Эгенбергера (XIX век)

- Брабант:
- Гелдерланд;
- Фландрия:
- Голландия;
- Зеландия;
- Мехелен;
- Утрехт[6][7]

## Последствия
Некоторые магистраты отказались принять новую присягу и ушли в отставку. Филипп II не признал законность акта и развернул вооружённую кампанию. Росло недовольство протекцией Эркюля Франсуа (Франциска) де Валуа, что привело к отказу от его услуг со стороны Генеральных Штатов. После этого, 17 января 1583 года, он напал на Антверпен, но жители смогли отстоять свой город. Эти события сыграли отрицательную роль в поддержке революционного движения со стороны южных провинций. Вильгельма I Оранского попросили взять на себя титул великого пенсионария и выступить главнокомандующим войсками (штатгальтером), но он был убит в 1584 году. Опасаясь угрозы для Англии, Елизавета I согласилась в открытую поддержать голландцев и отправила военную помощь во главе Роберта Дадли, графа Ланкастера, который и был назначен на эти должности. Его правление вызвало шквал критики среди голландцев и в 1587 году на съезде Генеральных Штатов Морица Оранского (принца Оранского, графа Нассауского, сына Вильгельма I) назначили наместником Республики Соединённых провинций. Стоит отметить, что современные границы государства были заложены во времена его освободительных военных походов, а после них в Нидерландах установился мир, который впоследствии привёл страну к Золотому Веку. В 1598 году умер Филипп II и его сменил Филипп III. Последний пошёл на уступки Генеральным Штатам, признав независимость Республики Соединённых провинций и дав согласие на их торговую деятельность во всех испанских колониях. Это соглашение было подписано в 1609 году в Антверпене.